# 那覇市立城東小学校
那覇市立城東小学校（なはしりつ じょうとうしょうがっこう）は、沖縄県那覇市首里石嶺町2丁目にある公立小学校。

## 沿革
- 1970年（昭和45年）
  - 4月1日 - 石嶺小学校として創立。城北・城西・城南3校に分散したまま開校。
  - 日付不明 - 城東小学校と改称。
  - 5月28日 - 校舎第一期工事竣工。
- 1971年（昭和46年）
  - 4月5日 - 現在地で開校式挙行。
  - 4月6日 - 校歌制定。
- 1974年（昭和49年）
  - 9月28日 - 図書館竣工。
  - 11月30日 - 校地南側の塀工事完了。
- 1975年（昭和50年）
  - 1月30日 - プレハブ校舎竣工。
  - 3月20日 - 2教室竣工（第1校舎増築）。
  - 10月17日 - 校地北側土留工事完了。
  - 12月15日 - 5教室増築（第一校舎3階）。
- 1977年（昭和52年）
  - 2月1日 - 校歌歌碑除幕式。
  - 3月15日 - 防災工事完了。プレハブ6校舎竣工。
  - 11月10日 - 石嶺小学校へ分離。
- 1980年（昭和55年）
  - 2月23日 - 体育館竣工。
  - 5月31日 - 創立10周年記念式典挙行並びに体育館・幼稚園園舎落成記念祝賀会開催。
  - 6月28日 - 小学校正門と東門（幼稚園）の修理工事。
- 1983年（昭和58年）9月30日 - プール竣工。
- 1984年（昭和59年）
  - 3月29日 - 創立15周年記念式典挙行。
  - 9月22日 - 運動場整地工事完了。
- 1988年（昭和63年）4月26日 - 創立20周年記念事業複合遊具贈呈式。
- 1990年（平成2年）
  - 1月6日 - 創立20周年記念バザー開催。
  - 2月25日 - 西門開通式。祝賀会開催。
  - 4月28日 - 創立20周年記念式典挙行並びに祝賀会開催。
- 1991年（平成3年）11月13日 - 城東っ子まつり開催。
- 2005年（平成17年）
  - 4月7日 - この日から2学期制実施。
  - 7月11日 - プレハブ校舎建設着工。
  - 8月22日 - プレバフ校舎完成（引っ越し開始）。
  - 8月25日 - プレバフ校舎で、1学期後半授業スタート。全児童で引っ越し。
  - 9月1日 - 校舎改築。
  - 11月24日 - 新校舎地鎮祭。
- 2007年（平成19年）
  - 1月5日 - 新校舎への引っ越し作業。
  - 2月25日 - 新校舎落成記念式典挙行。祝賀会開催。
- 2009年（平成21年）
  - 7月7日 - 創立40周年記念航空写真撮影。
  - 11月28日 - 城東っ子まつり開催（創立40周年記念事業の一環）。
- 2010年（平成22年）2月26日 -  創立40周年記念時計設置式。
- 2014年（平成26年）10月26日 - 創立45周年記念の「城東っ子まつり」開催。
- 2016年（平成28年）10月15日 - 城東っ子まつり開催。

## 学区
- 首里石嶺町2丁目・首里石嶺町4丁目355番地（石嶺市営住宅3棟～5棟のみ）・首里久場川町2丁目（88番地・135番地～155番地）・首里汀良町3丁目（42番1号・64番地～114番地）・首里鳥堀町4丁目（101番地～146番地）

## 周辺
- 社会福祉法人ポプラ福祉会城東こども園（公私連携型認定こども園） - 同一敷地内で、かつ進級前幼稚園。
- 沖縄県道29号那覇北中城線
- 沖縄県道155号線
- 首里高校野球場 - 敷地が隣接。
- 汀良市営住宅

## アクセス
- 那覇バス94系統首里駅琉大快速線・346系統那覇西原線（鳥堀経由）で、「城東小学校前」バス停下車後、すぐそば。
- 沖縄都市モノレール沖縄都市モノレール線（ゆいレール）首里駅から、
  - 徒歩で、約850m・約15分。
  - 上述の那覇バス94系統首里駅琉大快速線で、「城東小学校前」バス停まで、6分。
- 沖縄自動車道那覇ICから、車で約1.8km・約4分。

## 著名な卒業生
- 安室奈美恵